# Талаат-паша
Мехмед Талаат-паша (осман. طلعت پاشا, тур. Mehmed Talat Paşa; 1 вересня 1874 — 15 березня 1921) — османський державний діяч, міністр внутрішніх справ Османської імперії (1913—1917), Великий візир Османської імперії (1917—1918), один з головних організаторів масової депортації і геноциду вірмен, військовий злочинець. Був одним з лідерів младотурецької партії «Єднання і прогрес».

## Біографія
Мехмет Талаат-паша народився в 1874 році в місті Кирджалі (нині Кирджалійська область Болгарії), в сім'ї слідчого. За походженням — помак. За смагляву зовнішність політичні опоненти іноді називали Талаата циганом. Закінчив вищу школу в Едірне. Свою діяльність розпочав службовцем телеграфної контори, де, будучи учасником боротьби проти абдулгамідівськой тиранії, приєднався до Младотурецького руху. У 1893 році був заарештований за велику політичну активність. Був звільнений через два роки і висланий в Салоніки, де очолив місцеве відділення младотурецкой партії і вступив в масонську ложу «Македонія Ризорт», засновану депутатом меджлісу Емануелем Карасо. У 1898-1908 роках працював листоношею в Салоніках, ставши згодом головою місцевої поштової служби.
«Великий візир Талаат-паша до революції був маленьким телеграфним чиновником і входив в революційний комітет. Як чиновник він перехопив урядову телеграму, яка доводила йому, що революційні прагнення відкриті і гра програна, якщо зараз же не виступити. Він затримав телеграму, попередив революційний комітет і переконав його негайно ж виступити. Це вдалося...» — писав австрійський дипломат Оттокар Чернін.
Після Младотурецького перевороту 1908 року був обраний депутатом меджлісу.
У 1909-1912 роках Талаат був міністром внутрішніх справ. У 1910 році Талаат провів через Меджліс скасування «Закону по співтовариства» і заборонив формування співтовариств за національною ознакою. По всій імперії були закриті всі національні клуби, а в Бітольськомі вілаєті місцевий сатрап Шевкет Тургут-паша провів звірячу Роззброювальну акцію. Мирне населення піддавалося знущанням, частина керівників Союзу Болгарських конституційних клубів була заточена в тюрмах Малої Азії, а інші колишні революціонери ВМОРО вбиті.
У 1911 році Талаат стає членом партії «Єднання і прогрес». В подальшому обіймав пост міністра пошти і телеграфу (1912), під час Балканських воєн (1912-1913) служив в армії.
Талаат був одним з головних організаторів державного перевороту 23 січня 1913 року, коли Енвер-паша особисто застрелив військового міністра Назим-пашу, щоб через рік зайняти його місце. А Талаат-паша вдруге обійняв посаду міністра внутрішніх справ, тепер одночасно будучи головою ЦК партії младотурків. Талаат-паша запроваджував у життя політичну доктрину османізма — насильницької туркізації нетурецьких народів імперії, був затятим прихильником панісламізму і, в ще більшій мірі, пантюркізма. Маючи далекосяжні задуми по Кавказу, Криму і Туркестану, Талаат брав участь в розробці військово-політичного проекту «Туран Йолу» (Дорога в Туран).
«Талаат-паша приємно і лукаво зауважив одного разу, що пантюркізм може привести нас до Жовтого моря!» — писала в своїх мемуарах младотурецька дама Халіде Едіб Адивар. У 1914 році Талаат-паша увійшов до складу младотурецького «тріумвірату» (разом з Енвер-паша і Ахмед Джемаль-паша), незабаром здійснив депортацію і геноцид вірменського населення. За свідченням німецького чиновника, якого Перша світова війна застала в анатолійській області Муш: «Ще в кінці жовтня 1914 року, коли для турків почалася війна, турецькі чиновники почали відбирати у вірмен все, в чому турки потребували для ведення війни. Їхнє майно, їх гроші — все було конфісковано. Пізніше кожен турок міг увійти в вірменський магазин і взяти те, що він потребував чи що хотів би мати.»
Установка на геноцид була дана в шифрованого телеграмі Енвер-паші від 27 лютого 1915 р конкретні ж заходи по «остаточної ліквідації» вірмен були прописані в секретній директиві Талаат-паші і Енвер-паші від 15 квітня 1915 р Геноцид вірменського населення почався в анатолійському місті Зейтун 24 квітня 1915 р
У своїх мемуарах (опублікованих в 1946 році) Талаат-паша визнавав факт насильницької депортації і знищення вірмен, але мотивував це виключно захистом «національних інтересів» турків і прагненням перешкодити «створення Вірменської держави в прикордонних з Росією вілаєтах». 7 жовтня 1918 року Талаат-паша визнав крах політики младотурків і відмовився від влади, потім втік до Німеччини, де жив під ім'ям «Алі-Салі-бей». Надзвичайний трибунал, який відбувся в 1919 р в Константинополі, заочно засудив Талаата до смертної кари за військові злочини і за «знищення вірменського населення імперії».
Талаат був застрелений вірменським патріотом Соґомоном Тейліряном в Берліні 15 березня 1921 року, в рамках операції «Немезіс» партії «Дашнакцутюн» (покарання винуватців вірменського геноциду) — причому ім'я Талаата стояло в списку операції під № 1. Берлінський суд виправдав Тейліряна як особу, яка діяла в стані афекту. На цьому процесі німецький адвокат Тейліряна, зокрема, сказав: «Талаат-паша, Енвер-паша, Джемаль-паша і Назим-бей, які іменували себе «захисниками ісламу», насправді були атеїстами!»

## Цікаві факти
- У відеогрі Zombie Army Trilogy, в замку Адольфа Гітлера Фольтершлосс висять портрети історичних постатей, які прославились своєю жорстокістю. Серед них є і портрет Талаат-паші.